# 井川等視
井川 等視（いかわ ひとし、1964年3月5日 - ）は、日本の俳優・僧侶・シナリオライター。本名は井川 均（いかわ ひとし）。僧名は井川 仁水（いかわ じんすい）。
僧侶役の俳優、エキストラ.
大徳寺の僧侶。
川口市道合町会長。チベット平和運動活動家。
奈良県出身。麗タレントプロモーション所属。
- 趣味・特技 - ウナギ釣り、登山、奈良弁、関西弁、法螺貝、殺陣
- 免許・資格 - 真言宗僧侶[1]・山伏、理科教員免許[1]、大型自動車免許、普通自動二輪免許、保護司、町会長

## 経歴・エピソード
- 1986年、近畿大学農学部農学科卒業

　　奈良県公立中学校で、理科の教師をしていた
- 1992年、ニューヨークコロンビア大学に短期語学留学
- 1993年、大徳寺 (川口市)に入寺
- 2014年、麗タレントプロモーション所属

## エピソード
2015年NHK bsp『ザ・プロファイラー』「空海」に、最澄役で出演、空海と最澄の唐からの帰国後に経典の貸し借りのエピソードは、真言宗では有名な話である。
真言宗の僧侶である井川が、天台宗の宗祖最澄を演じたことで、天台宗側からの反応は不明である。
阿字観の指導者として有名であるが、NHK「偉人たちの健康診断」に出演、阿字観ネタの時はほぼ井川が出演する。

## 作法指導
- 日本テレビ 『地獄先生ぬ〜べ〜』（2014年）無限界時空の作法指導

## 出演作品

### 映画
- 『SCOOP』（2016年）監督：大根仁
- 『真田十勇士』（2016年）監督：堤幸彦
- 『ハナレイベイ』（2018年）監督：松永大司 葬儀シーンのお坊さん役
- 『関ケ原』（2018年）監督：原田眞人　徳川軍の進軍法螺貝の音で参加

### テレビドラマ
- WOWOW 『撃てない警官』（2016年）
- TX 『釣りバカ日誌〜新入社員浜崎伝助〜』（2015年）
- CX 『オトナ女子』（2015年）
- TX 『保育探偵25時〜花咲慎一郎は眠れない』（2015年）
- TBS 『警部補・杉山真太郎〜吉祥寺署事件ファイル』（2015年）
- CX新春ドラマ 『大使閣下の料理人』（2015年）

### CF
- 『東京メトロ』（2015年）
- 『からだすこやか茶W』（2016年）
- 『長野ろうきん』（2016年）飛び跳ねるお坊さん
- 『AIG』（2017）西郷隆盛役

### バラエティー
- 『ぶっちゃけ寺』（2016年10月3日放送）再現ドラマ　曽我稲目役
- 『クイズ・スター名鑑』（2016年12月12日放送）だいじょうぶだ―の教祖さま、織田無道と間違えられる。